# CF Südtirol
Der CF Südtirol Damen Bolzano A.D. ist eine Frauenfußballmannschaft aus Bozen (Südtirol, Italien). In der Meisterschaft 2016/17 spielt das Team in der Damen-Serie-B.

## Geschichte
Die Spielvereinigung wurde im Jahre 2001 als S.V. Vintl gegründet. Im Jahr 2005 folgte der Aufstieg in die Serie B, wo sie für vier aufeinanderfolgende Jahre spielte. In der Sommerpause 2007 wurde der Klub in A.S.V Südtirol Vintl Damen umbenannt. Mit dem 2. Platz in der Saison 2008/09 stieg der Verein in die Serie A2 auf. 2015 folgte der Aufstieg in die höchste italienische Frauenfußballliga, in die Serie A. In der darauffolgenden Erstligasaison folgte jedoch der direkte Wiederabstieg.

## Stadion
Der CF Südtirol spielt im Righi-Stadion in Bozen.